# Szaja
Saya (佐屋町; -chou) város volt Japánban, az Aicsi prefektúra Ama körzetében. 2005. április 1-jén, a város összeolvadt az Ama körzet Szaori városával valamint Tacuta és Hacsikai falvakkal. Az új város neve: Aiszai.
2003-ban a város népessége 29 875 fő, népsűrűsége 1601.88 fő per négyzetkilométer. Teljes területe 18.65 km² volt.